# سیارک ۲۵۹۹
سیارک ۲۵۹۹ (به انگلیسی: 2599 Veseli، نامگذاری:1980SO) دو هزار و پانصد و نود و نهمین سیارک کشف شده‌است که در ۲۹ سپتامبر ۱۹۸۰ کشف شد.
قدر مطلق سیارک برابر ۱۱٫۲۰ است.